# Zahra Bani Yaghoub
Zahra Bani Yaghoub (en persa: زهرا بنی‌یعقوب), també esmentada als mitjans com a Zahra Bani Ameri, (Teheran, 16 d'octubre de 1980 - Hamadan, 13 d'octubre de 2007) va ser una metgessa iraniana. Va morir en una presó a Hamadan després de ser arrestada per la Patrulla d'Orientació de la policia iraniana. L'incident va cridar l'atenció a la premsa a causa de la possible implicació policial en la seva mort.

## Carrera
Nascuda el 16 d'octubre de 1980 a Teheran, va estudiar Medicina de la Universitat de Teheran i va treballar de metgessa voluntària a la província d'Hamadan. Com a jove i distingida metgessa, va obtenir diversos reconeixements com, per exemple, a escala nacional, el primer grau en l'examen d'accés a la universitat. Després de la seva detenció i mort, la policia va dir al seu pare: «L'Iran no necessita aquests metges». La premi Nobel Shirin Ebadi va assumir el cas per a ser l'advocada oficial de la família.

## Mort
El 2007, la policia iraniana va llançar el «Pla de seguretat pública i campanya de moralització». Molts ciutadans iranians, incloses moltes dones, van ser arrestats i interrogats per comportament «no islàmic». Aquell mateix any, Yaghoub estava asseguda en un banc del parc amb el seu promès quan la policia va arrestar la parella. El poder judicial iranià va considerar que això era un incompliment de les lleis de modèstia perquè els dos encara no estaven casats. Van ser portats a la presó i retinguts en cel·les separades i, l'endemà, Yaghoub va morir sota custòdia. Els funcionaris iranians van afirmar que la víctima s'havia suïcidat penjant-se. No obstant això, l'advocat va rebutjar les explicacions oficials i va demanar una investigació.